# Vlag van Luxemburg (provincie)
De officiële vlag van de provincie Luxemburg werd aangenomen door Bestendige Deputatie van de Provincieraad op 3 maart 1955. Ze bevat de kleuren rood, wit en blauw, kleuren die ze heeft overgenomen van het wapen van buurland Luxemburg.
Het ontwerp waarnaar het meest verwezen werd als de vlag van Luxemburg, is een rood-wit-blauwe driekleur met het provinciewapen in het midden. Het wapen is hetzelfde als de kleine versie van het wapen van het Groothertogdom Luxemburg, waaruit de provincie in 1839 werd losgemaakt. De provincie Luxemburg heeft de kleurspecificaties nooit officieel vastgelegd, maar meestal gebruikt men een donkerdere kleur blauw dan in de vlag van het Groothertogdom Luxemburg.
De vlag die we eerder als officiële vlag zouden kunnen beschouwen is de blauw-wit gestreepte vlag met 9 strepen en in het midden een rode gekroonde leeuw. Dit is ook de vlag die we aan het stadhuis van Aarlen, hoofdstad van de provincie, terugvinden.
Op onofficiële wijze gebruikt men ook wel een vierkante banier van het wapen: een rode gekroonde leeuw met tong, klauwen en een vorkvormige staart op vijf witte en vijf blauwe balken. Een rechthoekige variant hiervan werd op 3 maart 1955 in de provinciale regelgeving vastgelegd.

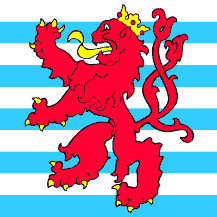
Oude onofficiële wapenbanier
Vlag van de Gouverneur van Luxemburg